# نیکلاس پیکنوی

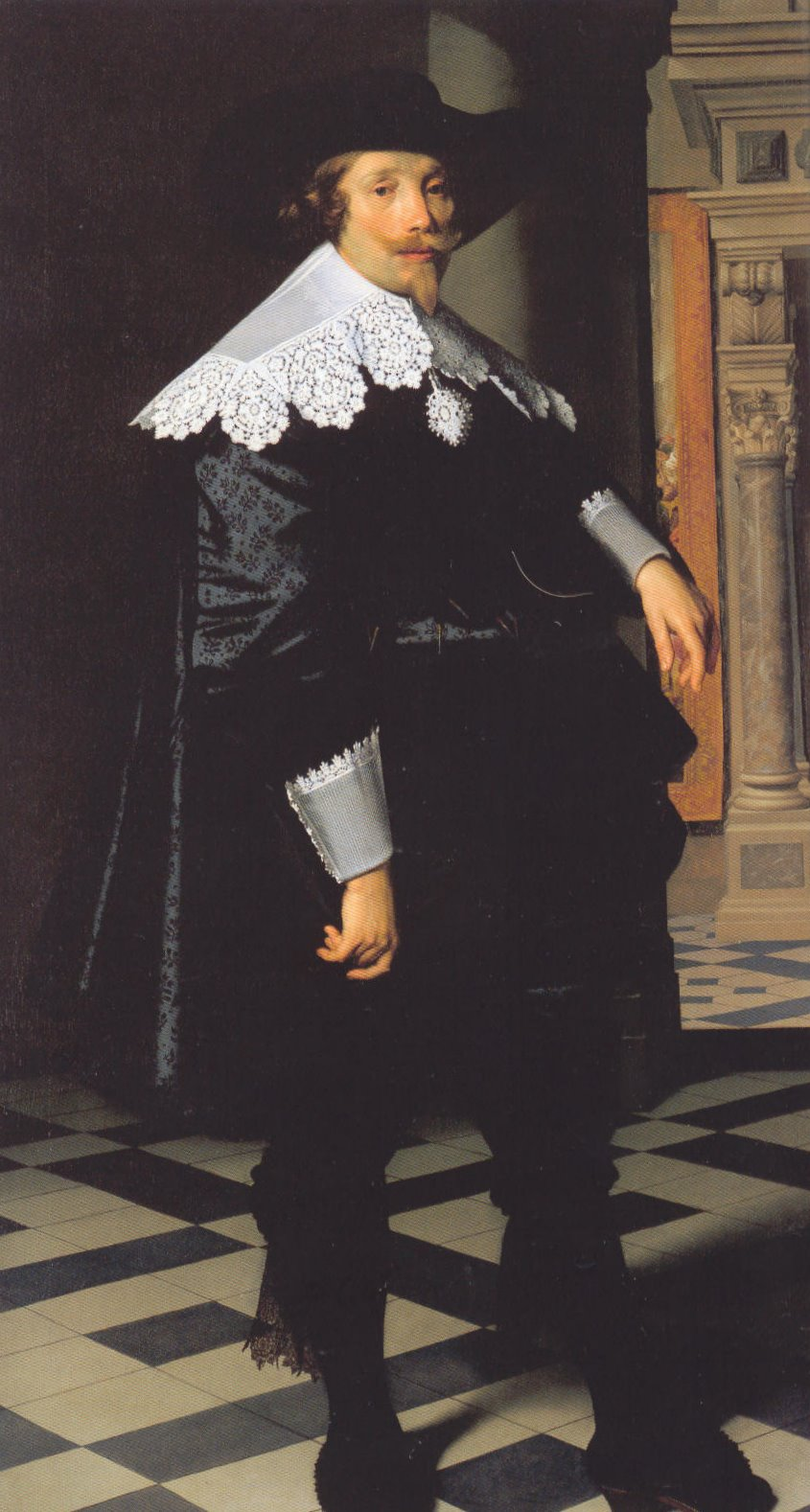
کورنی دو گرف توسط نیکلاس الیاسون پیکنوی در ۱۶۳۶, گمالده‌گالری برلین

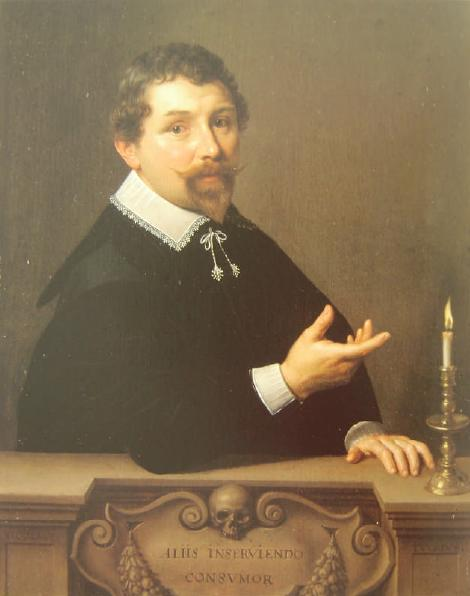
دکتر نیکولاس تولپ توسط نیکلاس الیاسون پیکنوی- موزه اشتدلیک آمستردام

نیکلاس الیاسون پیکنوی (به انگلیسی: Nicolaes Eliaszoon Pickenoy) (۱۰ ژانویه ۱۵۸۸–۱۶۵۳/۱۶۵۶) یک نقاش هلندی با اصلیت فنلاندی بود. پیکنوی احتمالاً شاگرد کورنی وان در فورت و احتمالاً بارتولومئوس فن در هلست شاگرد خودش بوده‌است.